# Iyyanahalli, Holalkere
Iyyanahalli là một làng thuộc tehsil Holalkere, huyện Chitradurga, bang Karnataka, Ấn Độ.